# Пік-Сіті (Північна Дакота)
Пік-Сіті (англ. Pick City) — місто (англ. city) в США, в окрузі Мерсер штату Північна Дакота. Населення — 123 особи (2010).

## Географія
Пік-Сіті розташований за координатами 47°30′42″ пн. ш. 101°27′26″ зх. д. / 47.51167° пн. ш. 101.45722° зх. д. (47.511658, -101.457146).  За даними Бюро перепису населення США в 2010 році місто мало площу 0,45 км², уся площа — суходіл.

## Демографія
Згідно з переписом 2010 року, у місті мешкали 123 особи в 63 домогосподарствах у складі 36 родин. Густота населення становила 270 осіб/км².  Було 132 помешкання (290/км²).
Расовий склад населення:
| - 99,2 % — білих - 0,8 % — корінних американців |

До двох чи більше рас належало 0,0 %. Частка іспаномовних становила 0,8 % від усіх жителів.
За віковим діапазоном населення розподілялося таким чином: 10,6 % — особи молодші 18 років, 52,0 % — особи у віці 18—64 років, 37,4 % — особи у віці 65 років та старші. Медіана віку мешканця становила 58,3 року. На 100 осіб жіночої статі у місті припадало 105,0 чоловіків;  на 100 жінок у віці від 18 років та старших — 115,7 чоловіків також старших 18 років.
Середній дохід на одне домашнє господарство  становив 51 228 доларів США (медіана — 38 472), а середній дохід на одну сім'ю — 68 176 доларів (медіана — 48 750). За межею бідності перебувало 13,6 % осіб, у тому числі 27,3 % дітей у віці до 18 років та 17,4 % осіб у віці 65 років та старших.
Цивільне працевлаштоване населення становило 46 осіб. Основні галузі зайнятості: мистецтво, розваги та відпочинок — 19,6 %, сільське господарство, лісництво, риболовля — 19,6 %, будівництво — 17,4 %.